# Toekomst en Vrijheid voor Italië
Toekomst en Vrijheid voor Italië (Italiaans: Futuro e Libertà per l'Italia; afgekort FLI) is een politieke partij uit Italië.

## De partij
FLI werd op 30 juli 2010 opgericht door aanhangers van Gianfranco Fini, naast Silvio Berlusconi de belangrijkste medestichter van het Volk van de Vrijheid (PdL). Fini, de voormalige leider van de Italiaanse Sociale Beweging (MSI) en de Nationale Alliantie (AN), had een lange reis achter de rug van postfascistische naar eerder liberaal-conservatieve en voor sommige ethische thema's zelfs sociaal-liberale posities. Kort na de stichting van de PdL begon hij het autoritaire leiderschap van Berlusconi in vraag te stellen, een conflict dat uiteindelijk leidde tot zijn verbanning uit de PdL. Achteraf heeft Fini verklaard nooit een voorstander geweest te zijn van de samensmelting van de Nationale Alliantie en Forza Italia tot de PdL.
De kern van FLI wordt gevormd door Generazione Italia, de beweging rond Italo Bocchino, die ook vicevoorzitter is van de partij. Op enkele uitzonderingen na komen de meeste leden van FLI uit de rangen van de voormalige MSI en AN. In dit opzicht is Toekomst en Vrijheid vergelijkbaar met Broeders van Italië, een afsplitsing van de PdL uit 2012, die echter trouw gebleven is aan Berlusconi. Samen met de Unie van het Centrum (UdC), de Alliantie voor Italië (ApI) en de Beweging voor de Autonomieën (MpA) vormde FLI tussen 2011 en 2012 de Nieuwe Pool voor Italië. In de parlementsverkiezingen van 2013 gaat FLI opnieuw in coalitie met de UdC, ditmaal als politieke steun voor de kandidaat-premier Mario Monti. Hun coalitie heet Met Monti voor Italië en bevat ook een civiele component, Civiele Keuze.

## Partijleiding
- Voorzitter: Gianfranco Fini
- Vicevoorzitter: Italo Bocchino